# Баран Валерій Григорович
Вале́рій Григо́рович Бара́н (1 липня 1954, Самійлівка — 31 грудня 2010) — український поет, член Київської обласної організації НСПУ (з 2006).

## Життєпис
Народився 1 липня 1954 року в с. Самійлівка Козелецького району Чернігівської області.
Закінчив Прилуцьке педагогічне училище імені І. Я. Франка та факультет журналістики Київського державного університету ім. Т. Г. Шевченка (рік вступу — 1977, згодом перевівся на заочну форму навчання).
Вчителював, служив в армії (1974—1976), брав участь у ліквідації наслідків землетрусу в Дагестані, звільнившись у запас, вступив на підготовче відділення Київського державного університету імені Т. Г. Шевченка. Працював бібліотекарем, будівельником, вихователем групи подовженого дня, заступником директора музичної школи. Після аварії на ЧАЕС був направлений, як член Спілки журналістів СРСР, у новоутворений Згурівський район Київщини, куди були переселені тисячі людей з зони радіаційного забруднення. Тривалий час працював у засобах масової інформації, дитячій музичній школі, керівником літературної студії «Дзвінкі джерела» будинку дитячої та юнацької творчості.
Помер 31 грудня 2010 року. Похований у Згурівці.

## Творчий доробок
Автор збірок поезій: «Рецево» (у співавторстві, 1996), «Русявий травень» (1997), «Здрастуй, рідна земле» (2004), «На шляху з минулого в майбутнє» (Згурівщина: з історії краю) (2010), «Батькові священні заповіти» (2010), «Що залишиться по мені» (2010); гумору і сатири: «Веселі теревені» (1996), «Горілчаний солітер» (1996), «Сталася халепа» (2000); книжок для дітей: «Я умію вишивати» (1998), «Не буває крил у черепах» (2005), «Підростають маленькі лелеки» (2010).
Редактор та упорядник збірника нарисів «Згурівщина» (Київ, 1996).
Лауреат літературної премії імені Миколи Маркевича, поетичних конкурсів «Сучасник» та «Естафета», дипломант всеукраїнського конкурсу «Байка-2001». Автор восьми книжок поезій, гумору і сатири, віршів для дітей. Твори друкувалися в альманасі «Вітрила», журналах «Київ», «Вітчизна», «Дніпро», «Ранок», «Перець», «Рідна школа», «Червоний Перець», «Барвінок», «Малятко», на шпальтах газет «Літературна Україна», «Сільські вісті», «Голос України», «Освіта», «Українська газета», «Сільський час», «Патріот України», «Веселі вісті», «Зірка», «Київська правда», інших періодичних видань, лунали по радіо.
Автор пісенних текстів, покладених на музику самодіяльними композиторами Олександром Мандрикою, Анатолієм Бабошкіним, Володимиром Галущенком та Борисом Третяком.